# L'Amour à la française
Chansons représentant la France au Concours Eurovision de la chanson
Il était temps
(2006) Divine
(2008)
L'Amour à la française est une chanson interprétée par le groupe français Les Fatals Picards pour représenter la France au Concours Eurovision de la chanson de 2007 qui se déroulait à Helsinki en Finlande.

## Thème
Il s'agit d'une chanson d'amour utilisant le franglais, un mélange de français et d'anglais, et vise, selon les auteurs-compositeurs, à allier le romantisme français et le punk pour les débutants. 
Les paroles sont une recherche enjouée sur les stéréotypes et les idées fausses les plus courantes de la France, le peuple français, la langue française, la culture française et en général toutes les choses françaises et l'incapacité générale du monde anglo-saxon à prononcer correctement le français, d'où le fort accent de franglais.

## Concours Eurovision de la chanson
L'Amour à la française était passée treizième du concours, après The Worrying Kind (en) du groupe The Ark qui représentait la Suède et avant Questa notte (en) du groupe Bonaparti.lv (en) qui représentait la Lettonie. À l'issue du vote, elle a obtenu 19 points, se classant 22e sur 24 chansons lors de la finale.
La chanson suivante représentant la France, en 2008, est Divine, interprétée par Sébastien Tellier.

## Liste des titres
| 1. | L'Amour à la française | Ivan Callot, Laurent Honel, Paul Léger | Ivan Callot | 2:45 |

## Historique de sortie
| Pays   | Date | Format            | Label  |
| ------ | ---- | ----------------- | ------ |
| France | 2007 | CD single (promo) | Warner |